# Josip Žontar
Josip Žontar, slovenski pravnik, arhivar, zgodovinar in učitelj, * 23. september 1895, Jesenice, † 24. april 1982, Kranj.

## Življenje in delo
Ljudsko šolo je obiskoval v Škofji Loki, gimnazijo v Kranju (1906-1914; kot abiturienta so ga nekateri gimnazijski profesorji 1914 vpletli v proces proti preporodovcem, a na obravnavi ni hotel pričati proti sošolcem. Pod vplivom profesorja Franca Komatarja se je po maturi odločil za študij zgodovine in zemljepisa na Dunaju (1914–1918) ter 1919 doktoriral. Tu je 1920 opravil tudi profesorski izpit iz zgodovine, iz zemljepisa pa 1921 v Ljubljani. Med študijem se je izpopolnjeval v pomožnih zgodovinskih vedah na Inštitutu za avstrijsko zgodovinsko raziskovanje v upanju, da mu bo to omogočilo zaposlitev v dunajskem Držvnem arhivu. Leta 1918 se je vpisal še na pravo in 1919 nadaljeval študij v Ljubljani, 1930 opravil zadnji izpit in doktoriral. Po zaključenem študiju se je izpopolnjeval še na univerzah v Pragi (pri profesorjih Karlu Kadlecu, Janu Kaprasu in Theodorju Saturniku), Gradcu in na Dunaju (pri profesorjih Alfonsu Dopschu in Hansu Felixu Schmidu) in na univerzi v Heidelbergu. Pravna izobrazba mu je dajala možnost, da bi se zaposlil zunaj šole, vendar je ostal v pedagoškem poklicu. Poučeval je zgodovino in zemljepis na gimnaziji v Ljubljani (1919–1920) in Celju (1920–1933), 1923–1924 prekinil službo in obiskoval Visoko šolo za svetovno trgovino (Hochschule f. Welthandel) na Dunaju, nato do januarja 1925 učil v Mariboru, kratko v Nišu, od jeseni 1925 pa na gimnaziji v Kranju do 1950 s prekinitvijo med okupacijo 1941–1945. Od leta 1931 je bil odbornik Muzejskega društva za Slovenijo, tik pred vojno pa je postal tudi privatni docent za pravno zgodovino na Pravni fakulteti v Ljubljani. Uveljavil se je v drugi polovici dvajsetih let, še posebej z referatom, ki ga je leta 1933 podal na 1. kongresu pravnikov slovanskih dežel v Bratislavi. Leta 1938 se je udeležil tudi mednarodnega kongresa zgodovinarjev v Zürichu, sodeloval je tudi pri nemškem pravnem slovarju, ki ga je od leta 1917 vodil profesor na univerzi v Heidelbergu Eberhard Freiherr von Künßberg.
Leta 1941 je kot pomožni nastavljenec (brez uradniškega statusa) zbiral župnjiske knjige z območja Gorenjske za osrednji matični urad v Kranju. Pred uničenjem in nacističnim plenjenjem je rešil in organiziral skrivanje mnogo dragocenega arhivskega gradiva, knjižnic in zbirk starin. Med njimi dragoceno lekarniško, knjižnično in arheološko zbirko Bohuslava Lavičke, ki so ga Nemci leta 1942 ustrelili. 
Leta 1945 mu je minister za prosveto FLRJ obnovil privatno docenturo na ljubljanski Pravni fakulteti, predavati pa je začel v študijskem letu 1945/1946. Do leta 1950 je še poučeval tudi na Kranjski gimnaziji, nato pa se je zaposlil na Inštitutu za politično ekonomijo in sorodne vede pri Ekonomski fakulteti, za preučevanje starejše slovenske gospodarske zgodovine. Zaradi ideološko-političnega pritiska je moral 1952 prenehati predavati na Pravni fakulteti in bil leta 1958 prisilno upokojen tudi na Ekonomski fakulteti.
Na pobudo zgodovinarja Antona Koblarja je napisal Zgodovino mesta Kranja (1939, ponatis 1982), doslej najtemeljitejše delo o zgodovini kakega slovenskega mesta. Hkrati je začel pisati razprave s področja pravne zgodovine, lokalnih (kmečkih) skupnosti, pravne arheologije in pravnega narodopisja. Pomembne so predvsem obravnave nekaterih srednjeveških pravnih institucij in nastanka nekaterih pravnih norm. Iz gospodarske zgodovine je pisal o srednjeveških bankah in bankirjih v slovenskih mestih v notranjosti slovenskih dežel, najpomembnejše pa so razprave s področja trgovine v 16. in 18. stoletja.